# Oligopsonio
L'oligopsonio è una forma di mercato in cui la domanda è concentrata in un ristretto numero di operatori, mentre l'offerta è frammentata in un numero indefinito di operatori.
Deriva dal greco ὀλίγος oligos (pochi) e ὀψωνία opsoia (acquisto).
Rappresenta la struttura simmetricamente inversa di un oligopolio, ove invece l'offerta di beni è controllata da pochi operatori rispetto alla frammentazione della domanda.
I modelli descrittivi del dupopolio (ovvero mercati oligopolistici/oligopsonistici) sono stati originariamente effettuati alla fine del 1800 dagli economisti Antoine Augustin Cournot e Joseph Louis François Bertrand. La struttura del mercato oligopsonista è stata descritta e analizzata sia da Edward Hastings Chamberlin nel 1929 e 1933, nonché da Richard L. Hall e C.J.Hitch nel 1939 fino alle contribuzioni di John. F. Nash con l'elaborazione dell'equilibrio di Nash-Cournot e altre elaborazioni tra cui l'equilibrio su curve spezzate di domandab (kinked)
I modelli di oligopsonio possono essere distinti in funzione dei comportamenti collaborativi o meno degli oligopsonisti in merito alla fissazione dei prezzi e/o quantità acquistate:
- Oligopsonio collusivo;
- Oligopsonio competitivo o non collusivo.

Grazie alla concentrazione della domanda, gli oligopsonisti esercitano, come gli oligopolisti, un potere contrattuale (come evidenziato nei modelli di Clee e Michael Porter) tali da ottenere condizioni e prezzi migliorativi rispetto a quanto non accadrebbe in una economia di libero mercato.
Come per l'oligopolio diverse sono le cause che portano alla formazione di oligopsoni, spesso per barriere all'entrata (economie di scala, barriere tecnologiche)], etc.) o regolamentali/fiscali.

## Dispersione dei prezzi
I prezzi di acquisto praticati dai diversi oligopsonisti posso variare tra un minimo corrispondente al prezzo prevalente in concorrenza perfetta, ed il massimo di monopolio.